# Frente Islâmica para a Resistência Iraquiana
A Frente Islâmica para a Resistência Iraquiana (em árabe: الجبهة الإسلامية للمقاومة العراقية - جامع, translit. al-Jabha el-Islamiya lil-Moqawama al-Iraqiya, JAMI) ou Resistência Islâmica no Iraque (em árabe: المقاومة الإسلامية في العراق, translit. al-Moqawamat al-Islamiat fi al-Iraq) foi um grupo insurgente islâmico sunita no Iraque, anteriormente lutando contra a coalizão liderada pelos Estados Unidos como parte da insurgência iraquiana. A organização anunciou sua existência por volta de maio de 2004. O grupo nacionalista afirmou várias vezes que se concentra apenas no combate às forças estadunidense, não aos iraquianos. Acredita-se que o JAMI teria afiliações com a Guarda Republicana Iraquiana e que alguns dos seus membros podem ser ex-membros da Guarda Republicana. O campo de operações da organização se estende de Bagdá à província de Anbar, província de Saladino e província de Diyala.